# 김형자
김형자(金炯子, 1950년 9월 18일 ~ )는 대한민국의 배우이다.

## 생애
- 충청남도 대전시에서 출생하여 지난날 한때 충청남도 천안시에서 잠시 유아기를 보낸 적이 있는 김형자는 훗날 서울특별시에서 성장하였으며 연기자로 데뷔하기 전에 KBS 어린이 합창단(1959년)과 TBC 동양방송 고등학교 합창단(1966년)으로도 활동했었다.
- 1969년 연극 배우 첫 데뷔 후 1970년 TBC 동양방송 10기 공채 탤런트로 정식 데뷔하였다.

## 학력
- 1963년 ~ 1966년 서울여자중학교
- 1966년 ~ 1969년 서울여자고등학교

## 경력
- 1959년 KBS 어린이 합창단
- 1966년 TBC 동양방송 고등학교 합창단
- 1970년 TBC 동양방송 10기 공채 탤런트
- 2008년 안면도 국제 꽃박람회 홍보대사
- 2011년 금산세계인삼엑스포 홍보대사

## 출연

### 방송

#### 드라마
- 1974년 TBC 동양방송 《맏딸》
- 1976년 TBC 동양방송 《별당아씨》
- 1977년 TBC 동양방송 《연가》
- 1978년 TBC 동양방송 《언약》
- 1978년 TBC 동양방송 《칸나의 뜰》
- 1978년 TBC 동양방송 《파도여 말하라》
- 1979년 TBC 동양방송 《해오라기》
- 1979년 TBC 동양방송 《하늘나라에서 온 편지》
- 1979년 TBC 동양방송 《어머니의 한》
- 1979년 TBC 동양방송 《날 저무는 하늘 아래》
- 1980년 KBS 1TV 《달동네》
- 1980년 KBS 2TV 《새댁》
- 1981년 KBS 1TV 《일요극장 - 미소》
- 1981년 KBS 1TV 《시효인간》
- 1981년 KBS 1TV 《KBS TV 문학관 - 산불》
- 1981년 KBS 1TV 《얼굴》
- 1982년 KBS 1TV 《산하》
- 1982년 KBS 1TV 《엄마의 일기》
- 1982년 KBS 1TV 《새야 새야》
- 1983년 KBS 1TV 《아버지》
- 1984년 KBS 1TV 《딸의 미소》
- 1984년 KBS 2TV 《꾀돌이 삼총사》
- 1985년 KBS 2TV 《KBS TV 문학관 - 순결학교》
- 1985년 KBS 1TV 《새벽》
- 1986년 KBS 2TV 《그러게 말야》
- 1987년 KBS 2TV 《KBS TV 문학관 - 밤으로의 긴 여행》
- 1987년 KBS 2TV 《일요추리극장 - 마지막 증인》
- 1987년 KBS 2TV 《함 사세요》
- 1988년 KBS 2TV 《용꿈이었네》
- 1988년 KBS 1TV 《심청전》
- 1988년 KBS 2TV 《풍객》
- 1989년 KBS 1TV 《영주의 증명》
- 1989년 MBC 《당신의 축배》
- 1989년 KBS 2TV 《당추동 사람들》
- 1990년 MBC 《사랑해 당신을》
- 1991년 MBC 《고개숙인 남자》 - 아줌마 역
- 1991년 KBS 2TV 《물의 나라》
- 1991년 KBS 1TV 《침묵의 땅》
- 1992년 MBC 《일출봉》
- 1992년 MBC 《나목》
- 1992년 KBS 2TV 《KBS 드라마게임 - 그 세월의 벌판》
- 1992년 KBS 2TV 《KBS 드라마게임 - 만남》
- 1992년 SBS 《파란 눈의 며느리》
- 1992년 KBS 2TV 《KBS 드라마게임 - 혼자 부르는 노래》
- 1992년 KBS 2TV 《내일은 사랑》 - 미리의 어머니 역
- 1992년 KBS 2TV 《TV 문예극장 - 풍금이 있던 자리》
- 1993년 KBS 1TV 《위스키와 돼지갈비》
- 1993년 KBS 2TV 《KBS 드라마게임 - 미로의 끝》
- 1994년 KBS 1TV 《이선풍 저승 유람》
- 1994년 KBS 2TV 《한쪽 눈을 감아요》
- 1994년 KBS 2TV 《KBS 드라마게임 - 베일 속의 여자》- 재은 역
- 1995년 SBS 《서울 야상곡》
- 1995년 KBS 2TV 《KBS 드라마게임 - 마누라 찾아가기》
- 1995년 KBS 2TV 《KBS 드라마게임 - 아빠와 연인》
- 1995년 MBC 《MBC 베스트극장 - 약속》
- 1995년 MBC 《여》 - 옥자 역
- 1995년 KBS 2TV 《KBS 드라마게임 - 아주 특별한 하루》
- 1995년 MBC 《연애의 기초》
- 1996년 SBS 《친정아버지》
- 1996년 KBS 2TV 《조광조》
- 1996년 MBC 《MBC 베스트극장 - 40년만의 편지》
- 1996년 KBS 2TV 《KBS 드라마게임 - 컴백홈》
- 1996년 KBS 2TV 《KBS 드라마게임 - 길 위에 집을 짓다》
- 1996년 KBS 2TV 《전설의 고향 - 1996년 - 열부열귀》
- 1996년 KBS 2TV 《아내가 있는 풍경》
- 1997년 MBC 《의가형제》 - 김준기, 김영기의 어머니 역
- 1997년 SBS 《여자》
- 1997년 MBC 《MBC 베스트극장 - 대통령과 TV》
- 1997년 HBS 현대방송 《사위별곡》
- 1997년 KBS 1TV 《초원의 빛》 - 아줌마 역
- 1997년 KBS 2TV 《웨딩드레스》
- 1998년 MBC 《맏이》
- 1998년 KBS 1TV 《살다보면》
- 1998년 MBC 《세상 끝까지》
- 1998년 SBS 《로맨스》 - 승희의 어머니 역
- 1998년 MBC 《수줍은 연인》
- 1999년 SBS 《지금은 사랑할 때》
- 1999년 MBC 《장미와 콩나물》 - 금자 역
- 1999년 KBS 2TV 《어사 출두》
- 1999년 KBS 2TV 《초대》
- 1999년 MBC 《국희》 - 송신영의 어머니 역
- 1999년 SBS 《TV영화 러브스토리 - 오픈 엔디드》
- 2000년 MBC 《진실》 - 자영의 어머니 역
- 2000년 MBC 《신 귀공자》
- 2000년 KBS 2TV 《내일은 맑음》
- 2001년 SBS 《순자》 - 나불이 역
- 2001년 MBC 《홍국영》 - 이씨 부인[1] 역
- 2001년 KBS 1TV 《매화연가》 - 춘임 역
- 2001년 MBC 《선희 진희》 - 양 여사 역
- 2001년 MBC 《우리집》 - 배동숙 역
- 2002년 MBC 《그대를 알고부터》 - 연자 역
- 2002년 KBS 1TV 《인생화보》 - 나씨 역
- 2002년 MBC 《링링》 - 홍기의 어머니 역
- 2003년 KBS 2TV 《KBS 드라마시티 - 낭랑 18세》 - 정숙의 어머니 역
- 2003년 KBS 2TV 《나는 이혼하지 않는다》 - 강재순 역
- 2003년 MBC 《회전목마》 - 윤 사장 역
- 2003년 MBC 《귀여운 여인》 - 문혜숙 역
- 2004년 SBS 《마지막 춤은 나와 함께》 - 손 아줌마 역
- 2005년 KBS 1TV 《고향역》 - 개성댁 역
- 2006년 SBS 《101번째 프러포즈》 - 염선자 역
- 2006년 MBC 《발칙한 여자들》 - 이봉자 역
- 2006년 KBS 1TV 《순옥이》 - 김행자 역
- 2007년 MBC 《아현동 마님》 - 서 마담 역
- 2007년 KBS 2TV 《KBS 드라마시티 - 그녀들의 동행》
- 2008년 MBC 《내 생애 마지막 스캔들》 - 정금자 역
- 2011년 MBC 《최고의 사랑》 - 한의원 환자 역 (특별출연)
- 2011년 SBS 《미쓰 아줌마》 - 강금화의 엄마 역
- 2012년 MBC 《아들 녀석들》 - 배덕순 역

#### 시트콤
- 1993년 MBC 《김가 이가》
- 1996년 MBC 《남자 셋 여자 셋》 - 신동엽의 어머니이며 신양홍(심양홍 분)의 부인 김형자 역
- 2000년 MBC 《논스톱》
- 2000년 MBC 《뉴 논스톱》
- 2001년 MBC 《연인들》
- 2003년 MBC 《논스톱 4》 - 승은의 엄마 역

#### 교양
- KBS 1TV 《퀴즈탐험 신비의 세계》 - 게스트 다수 출연
- 2011년 ~ 2014년 SBS 《토요특집 모닝와이드》
- JTBC 《집밥의 여왕》
- TV조선 《구조신호 시그널》 - (특별 출연)

#### 예능
- KBS 1TV 《가족오락관》 - 게스트 다수 출연
- KBS 2TV 《TV는 사랑을 싣고》 - 게스트 출연

#### 라디오
- 2014년 EBS FM 《EBS 책 읽는 라디오 낭독 시리즈》

### 영화
- 1975년 《조약돌》
- 1976년 《여자를 찾습니다》
- 1976년 《유정》
- 1978년 《상록수》
- 1978년 《절정》
- 1978년 《산골 나그네》
- 1979년 《휘청거리는 오후》
- 1980년 《남자 가정부》
- 1980년 《춘자는 못말려》
- 1980년 《병태와 영자》
- 1981년 《앵무새 몸으로 울었다》 - 숙 역
- 1981년 《0번 아가씨》
- 1982년 《꼬방동네 사람들》 - 길자 역
- 1982년 《유혹》
- 1982년 《꿀맛》
- 1983년 《인간시장 - 작은 악마 스물두살의 자서전》 - 은주 역
- 1983년 《대학 들개》
- 1983년 《정념의 갈매기》
- 1984년 《내가 마지막 본 흥남》 - 영숙 역
- 1985년 《대학별곡》
- 1986년 《씨받이》 - 필녀 역
- 1987년 《호걸춘풍》
- 1987년 《감자》
- 1987년 《딱 한번 만나요》
- 1987년 《소금장수》
- 1988년 《회장님, 우리 회장님》 - 세 번째 첩 역
- 1988년 《벽속의 부인》
- 1988년 《멋장이 세상》 - 마누라 역
- 1988년 《지금은 양지》 - 정옥 역
- 1988년 《팁》
- 1989년 《우담바라》 - 교수 역
- 1989년 《위험한 욕정》
- 1989년 《서울텍사스 서울공주》
- 1989년 《쫄병수첩》 - 이화 역 (특별 출연)
- 1989년 《오색의 전방》 - 부인 역
- 1989년 《앗싸! 호랑나비》
- 1989년 《춘화춘풍》
- 1990년 《대학촌의 달빛》 - 최숙경 역
- 1990년 《1990년 자유부인》 - 최윤주 역
- 1991년 《너에게로 또다시》 - 민 여사 역
- 1991년 《사랑은 지금부터 시작이야》 - 수진의 엄마 역
- 1991년 《은마는 오지 않는다》 - 찬돌의 어머니 역
- 1991년 《인간시장 3》 - 은지 모 역
- 1991년 《뻘》
- 1991년 《피와 불》 - 서울 아내 역
- 1992년 《백백교》
- 1992년 《황홀한 유혹》 - (특별 출연)
- 1992년 《아들과 연인》
- 1993년 《러브호텔 비상구》
- 1993년 《핑크빛 깡통》 - 영식의 어머니 역
- 1994년 《거꾸로 가는 여자》 - 강씨 역
- 2003년 《오! 브라더스》 - 불륜녀, 형자 역 (특별 출연)
- 2006년 《마파도》 - 마산댁 역
- 2007년 《마파도 2》 - 마산댁 역
- 2007년 《복면달호》 - 달호의 어머니 역 (우정 출연)
- 2007년 《만남의 광장》 - 영탄의 어머니 역 (특별 출연)
- 2009년 《구세주 2》 - 마음 고생 심한 명신운수 사장, 정환의 엄마 역
- 2012년 《혜원아, 사랑해》 - 혜원 모 역

### 공연

#### 연극
- 2013년 《엄마의 소풍》

### 광고
- 1977년 일양식품 망과씨
- 1986년 동화약품 까스 활명수 (With 김혜영)
- 1986년 JW중외제약 스타론
- 1986년 사조오양 오양맛살
- 1988년 일동제약 아로나민 골드 (With 김도연, 길용우)
- 1989년 GC녹십자 제놀
- 1990년 한성기업 한성 야채참치 (With 왕영은, 김상순)
- 1992년 태화라텍스 태화 고무장갑 - 부드러워요 편
- 1996년 삼진제약 안정액
- 1998년 창의메디칼 디스크 닥터 - 허리 편
- 2005년 배상면주가 산사춘 - 이효리 편 (With 이효리)
- 2010년 국제F&C 아침마다 - 김형자 김치 편

## 수상
- 1976년 제12회 한국연극영화TV예술상 영화부문 신인상 (조약돌)
- 1978년 TBC 동양방송 연기상 우수상
- 1979년 TBC 동양방송 연기상 우수상
- 1981년 제20회 대종상 여우조연상 (앵무새 몸으로 울었다)
- 1987년 제26회 대종상 여우조연상 (감자)